# Russische Meisterschaften im Skispringen 2007
Die russischen Meisterschaften im Skispringen 2007 fanden vom 8. bis zum 11. Februar in Ufa sowie vom 16. bis zum 18. März in Krasnojarsk statt. Zunächst sollten das Einzelspringen von der Großschanze sowie der Teamwettbewerb bereits vom 15. bis 18. Februar in Krasnojarsk ausgetragen werden, doch wurden die Wettkämpfe nach hinten verlegt. Die russischen Meistertitel im Einzel gingen an Emil Muljukow und Robert Fatkullin, für die es jeweils der erste und einzige nationale Einzeltitel war. Im Team gewann die Delegation aus Moskau. Als Wettkampfleiter in Ufa fungierte Ildar Garifullin.

## Austragungsort
| Ufa |

| Krasnojarsk |

| Ufa |

| Krasnojarsk |

## Ergebnisse

### Normalschanze
| Platz | Name                | Föderationssubjekt      | Weite 1 | Weite 2 | Punkte |
| ----- | ------------------- | ----------------------- | ------- | ------- | ------ |
| 01.   | Emil Muljukow       | Republik Baschkortostan | 091,0   | 093,0   | 239,0  |
| 02.   | Ildar Fatkullin     | Republik Baschkortostan | 091,5   | 091,0   | 236,0  |
| 03.   | Robert Fatkullin    | Republik Baschkortostan | 088,5   | 087,5   | 218,5  |
| 04.   | Maxim Zubina        | Oblast Magadan          | 084,0   | 084,5   | 202,0  |
| 05.   | Ilmir Chasetdinow   | Republik Baschkortostan | 082,0   | 083,5   | 196,5  |
| 06.   | Sergei Koschewnikow | Oblast Nischni Nowgorod | 080,5   | 080,5   | 184,5  |
| 07.   | Roman Trofimow      | Republik Tatarstan      | 083,0   | 078,0   | 184,0  |
| 08.   | Roman Gornostajew   | Sankt Petersburg        | 078,5   | 080,5   | 181,0  |
| 09.   | Sergei Iwanow       | Region Perm             | 079,0   | 079,0   | 178,5  |
| 10.   | Alexander Tschalzew | Republik Tatarstan      | 081,0   | 076,5   | 178,0  |

Datum: 11. Februar 2007
Schanze: Normalschanze K-90
Russischer Meister 2006:  Dmitri Ipatow
Teilnehmer: 67
Disqualifikationen: 11
In der Abwesenheit einiger russischer Spitzenspringer gewann Emil Muljukow vom ortsansässigen Lokomotiv Ufa seinen ersten Meistertitel im Einzel. Nach dem ersten Durchgang lag Ildar Fatkullin noch knapp in Führung, doch zog Muljukow mit dem weitesten Sprung des Tages im Finaldurchgang an ihm vorbei.

### Großschanze
| Platz | Name                    | Föderationssubjekt      | Weite 1 | Weite 2 | Punkte |
| ----- | ----------------------- | ----------------------- | ------- | ------- | ------ |
| 01.   | Robert Fatkullin        | Republik Baschkortostan | 120,5   | 120,5   | 227,3  |
| 02.   | Stanislaw Oschtschepkow | Moskau                  | 121,0   | 115,0   | 219,0  |
| 03.   | Jewgeni Plechow         | Moskau                  | 107,0   | 127,5   |        |
| 04.   | Ilja Rosljakow          | Moskau                  | 127,0   | 104,0   |        |
| 05.   | Ildar Fatkullin         | Republik Baschkortostan |         |         |        |

Datum: März 2007
Schanze: Großschanze K-120
Russischer Meister 2006:  Denis Kornilow
Nach einem Sprung auf 127 Metern lag Ilja Rosljakow in Führung, doch verlor dieser nach dem zweiten Sprung einige Plätze und wurde Vierter. Seinen ersten Meistertitel im Einzel holte Robert Fatkullin.

### Team
| Platz | Team                    | Namen                                                                 | Weite 1                 | Weite 2 | Punkte |
| ----- | ----------------------- | --------------------------------------------------------------------- | ----------------------- | ------- | ------ |
| 01.   | Moskau                  | Alexei Silajew Stanislaw Oschtschepkow Jewgeni Plechow Ilja Rosljakow | 118,0 110,0 125,0 125,5 |         | 895,6  |
| 02.   | Republik Baschkortostan | Denis Wylegschanin Robert Fatkullin Emil Muljukow Ildar Fatkullin     | 097,0 116,0 ?           |         | 732,3  |
| 03.   | Oblast Nischni Nowgorod | Jegor Anoschkin Andrei Barmenkow Sergei Koschewnikow Alexei Wostrezow |                         |         |        |

Datum: März 2007
Schanze: Großschanze K-120
Russischer Meister 2006:  Republik Baschkortostan